# Artisans du devoir patriotique
L'association des Artisans du devoir patriotique (ADP), initialement appelée Auxiliaires de la défense passive, est une organisation caritative et patriotique active entre 1939 et 1947, émanant du Parti social français présidé par François de La Rocque.

## Histoire

### Genèse (mars - juillet 1939)
Face aux menaces de guerre qui se précisent au cours de l'année 1939, les cadres du Parti social français (PSF) envisagent de lancer un vaste mouvement caritatif et patriotique s'appuyant sur les réseaux d’œuvres sociales que le parti a réussi à constituer depuis sa création en 1936, et même dès avant avec les Croix-de-feu. Il s'agit de suppléer les services gouvernementaux dans la gestion des populations civiles en cas de conflit. Dès mars 1939, le principal organe de presse du parti, Le Petit Journal, appelle ses lecteurs à adhérer à l'Association des volontaires de la défense passive. Cette dernière est d'abord présidée par le banquier Georges Riché, le trésorier du PSF.
Influencé par son passage à la Ligue de défense aérienne, La Rocque souhaite que la nouvelle association puisse aider à mettre à l'abri des bombardements les populations en organisant des réseaux de protection, d'évacuation et de ravitaillement. Ceux-ci fonctionneraient aussi pour les réfugiés que les combats dans les zones frontalières chasseraient. 
La nouvelle association peut aussi s'appuyer sur l'expérience d'Antoinette de Préval, la responsable de l'action sociale au PSF. Celle-ci a notamment à son actif l'évacuation à la campagne de 12 000 enfants de membres parisiens du parti lors des événements de l'automne 1938.

### Les Auxiliaires de la défense passive (juillet 1939 - juillet 1940)

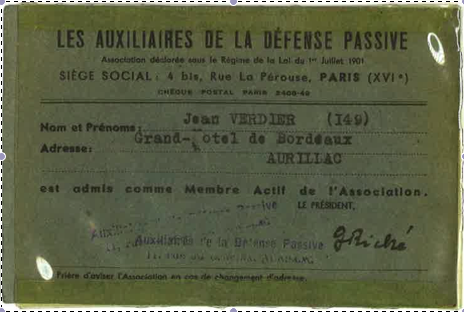
Une carte de membre (ici, Jean-Gérard Verdier) des ADP: auxiliaire de la défense passive (1939-1940).

Les Volontaires de la défense passive sont transformés le 11 juillet 1939 en une Association des auxiliaires de la défense passive. Elle reprend les mêmes buts énoncés précédemment. 
Le projet prend forme. Fin août 1939, l'association possède déjà 120 permanences sur tout le territoire, dont la moitié en région parisienne. L'activité des Auxiliaires commence  réellement en septembre lors de l'évacuation des populations alsaciennes et lorraine puis gagne en intensité avec l'avancée allemande de mai 1940 et l'exode des civils devant celle-ci. Entretemps, les ADP gagnent la reconnaissance des autorités. Ils sont placés sous la tutelle du Secours national, un organisme chargé de répartir les subventions gouvernementales aux groupements d'entraide.
En juillet 1940, l'association change définitivement de nom pour devenir les Artisans du devoir patriotique. Le Parti social français, devenu Progrès social français, met en sommeil son volet politique et transfère une grande partie de son personnel et de ses moyens au sein de son organisme caritatif.

### Les ADP pendant l'Occupation
Après l'armistice, les Artisans du devoir patriotique poursuivent les œuvres sociales entreprises précédemment que ce soit en zone libre ou en zone occupée. Ils ajoutent à leur travail l'aide aux prisonniers de guerre envoyés en Allemagne. À travers le Secours national, l'État français participe au financement de l'association, facilitant son développement mais la rendant dépendante des subsides officiels pour assurer sa bonne marche. 
Pour La Rocque, ce développement social permet de revenir à l'idéal Croix-de-feu et de maintenir ses troupes sous le couvert de l'apolitisme.
Cependant, la confusion entre les cadres du PSF et ceux des ADP rend l'organisation suspecte aux yeux de l'occupant allemand. Ce dernier a assez peu de considération pour La Rocque, en raison de son nationalisme et présume que les ADP servent au colonel de couverture pour continuer son activité politique.
En 1941, les Allemands obligent les ADP de la zone occupée à fusionner avec son organisme de tutelle, le Secours national. L'association parvient toutefois à se maintenir en zone sud, en dépit de son invasion par le IIIe Reich en 1942.
Pour l'année 1943, Jacques Nobécourt, dans la biographie qu'il consacre à La Rocque, avance que les ADP ont pu compter jusqu'à presque 500 000 membres.

### La fin des ADP
À la Libération, La Rocque et le PSF bénéficient d'une très mauvaise image en raison du soutien apporté à Pétain. Cette réputation rejaillit sur les ADP et entraîne, à terme, leur disparition. Pourtant le colonel et quelques-uns de ses fidèles, à travers le réseau Klan, participèrent à la Résistance, les œuvres sociales fournissant d'ailleurs une certaine couverture. Cependant, ni cela ni l'emprisonnement de La Rocque en Allemagne ne lui permettent de retrouver un crédit suffisant auprès du Gouvernement provisoire. Aussi celui-ci décide-t-il d'en finir avec les ADP, suspects de collaboration. Il entreprend une action en justice, qui échoue. Surtout, il suspend les subventions que lui distribuait l'Entraide française, l'organisme qui remplace le Secours national. Pour mettre fin à cette situation intenable, La Rocque décide de démissionner de la présidence de l'organisation, qui passe au professeur Hermann. Rien n'y fait. Privés des subsides gouvernementaux et reposant sur les seules cotisations des bénévoles, les ADP périclitent peu à peu, jusqu'à leur dissolution en 1947.

## Sources
- Éric Alary, L'Exode, un drame oublié, Paris, collection « Tempus », Perrin, 2013.
- Laura Downs, «Nous plantions les trois couleurs. Action sociale féminine et recomposition des politiques de la droite française : le mouvement Croix-de-feu et le Parti social français », 1934-1947, dans Revue d’histoire moderne et contemporaine, no 58-3, 2011/3, p. 118 à 163.
- Jean-Pierre Le Crom, "L'association refuge du politique. Le cas des Artisans du devoir patriotique (1940-1947)" dans  Associations et champ politique: La loi de 1901 à l épreuve de siècle, Claire Andrieu, Gilles Le Béguec et Danielle Tartakowsky (éd.), Paris, Publication de la Sorbonne, 2001.
- Jean-Pierre Le Crom, Au secours Maréchal ! L’instrumentalisation de l’humanitaire (1940-1944), Paris, PUF, 2013.
- Jacques Nobécourt, Le colonel de La Rocque, ou les pièges du nationalisme chrétien, Paris, Fayard, 1996.